# Rafael Márquez
Rafael Márquez Álvarez (Zamora, Michoacán, 13 de febrero de 1979), conocido como Rafa Márquez, es un exfutbolista, director deportivo y entrenador mexicano. Jugaba como defensa. Actualmente se desempeña como técnico auxiliar de la Selección Mexicana. 
Considerado uno de los mejores jugadores mexicanos de todos los tiempos, fue jugador internacional absoluto con la Selección de México desde 1997 hasta su retiro en el Mundial de Rusia 2018. Es el tercer futbolista con mayor cantidad de representaciones internacionales con 148, en Mundiales ostenta el récord compartido de cinco ediciones disputadas, todas como capitán, y es el mexicano con más partidos disputados con diecinueve.

## Trayectoria

### Como jugador

#### Atlas F. C.
Canterano del Atlas Fútbol Club. Debutó en la Primera División de México en la fecha 11 del torneo Invierno 96 la noche del 19 de octubre de 1996 en el empate a 2 goles frente al equipo de los Pumas de la UNAM.
Tuvo una temporada destacada en el Torneo Verano 1999 con el Atlas. Compuesto por un grupo mayoritariamente joven conocido como "los niños héroes", lograron llegar a la final en contra del Toluca. Fue un partido parejo, llevándolos a la tanda de penaltis. Al final Toluca se impuso en la tanda y se llevó el título.

#### A. S. Mónaco
Después de la Copa América Paraguay 1999, con 20 años, y siendo un jugador destacado en México, Márquez fue fichado por el AS Mónaco por 6 millones de dólares. Debutó con su nuevo club en la Ligue 1 el 14 de agosto de 1999 en el partido AS Mónaco 4-0 Bastia. En su primera temporada conquistó la Liga francesa. Además, fue distinguido como el defensa central ideal de la liga en la temporada 1999-2000. En el 2003 consiguió la Copa de la Liga de Francia. Se consolidó como uno de los mejores defensas centrales de Europa y su nombre empezó a sonar para varios equipos grandes del Viejo Continente.

#### F. C. Barcelona
Márquez fichó con el F. C. Barcelona por 5 millones de euros en el verano de 2003. Debutó en la Primera División de España el 3 de septiembre de 2003 en el partido F. C. Barcelona 1-1 Sevilla. Su primer gol fue contra el Betis el 9 de noviembre de 2003. Tras una dura primera temporada, debido a las lesiones, en la que disputó solo 21 encuentros, a partir de 2004 se volvió titular del equipo y consiguió su primer título con el club, la Liga española 2004-05. En algunos partidos fue cambiado a la posición de mediocampista.

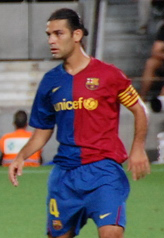
Rafael Márquez portando el brazalete de capitán en un partido del Barcelona.

La temporada siguiente consiguió la Supercopa de España, revalidó el título de la Liga y ganó la Liga de Campeones de la UEFA; convirtiéndose así en el primer futbolista mexicano que tiene la Champions en su palmarés. Tras la disputa de la Copa Mundial en Alemania, renovó su contrato con el F. C. Barcelona por 38,5 millones de dólares hasta el año 2010. En noviembre de 2006 le fue concedida la nacionalidad española, dejando de ocupar así plaza de extracomunitario. El 13 de diciembre de 2008 cumplió su partido número 200 con el Fútbol Club Barcelona contra el Real Madrid. El marcador finalizó 2-0 a favor del equipo azulgrana.
El 27 de mayo de 2009 consigue por segunda vez el título de la Liga de Campeones de la UEFA, aunque no pudo jugar la final contra el Manchester United por una lesión. Esa temporada ganaría también la Liga española y la Copa del Rey, consiguiendo el triplete.
Antes de su salida del Barça en verano de 2010, tras completar el "sextete" y conseguir una nueva Liga española, Márquez acabó siendo el octavo extranjero con más partidos jugados con el club catalán (igualado con Rivaldo) y el segundo extracomunitario que gana más títulos con la entidad azulgrana (solo por detrás de Hristo Stoichkov). Estuvo siete temporadas en el Barcelona y decidió buscar nuevos retos pese a que tenía contrato en vigor.
A principios de 2012, volvería a entrenarse con el FC Barcelona B durante la pausa invernal de la MLS y afirmó que le gustaría regresar a la ciudad en el futuro.

#### New York Red Bulls

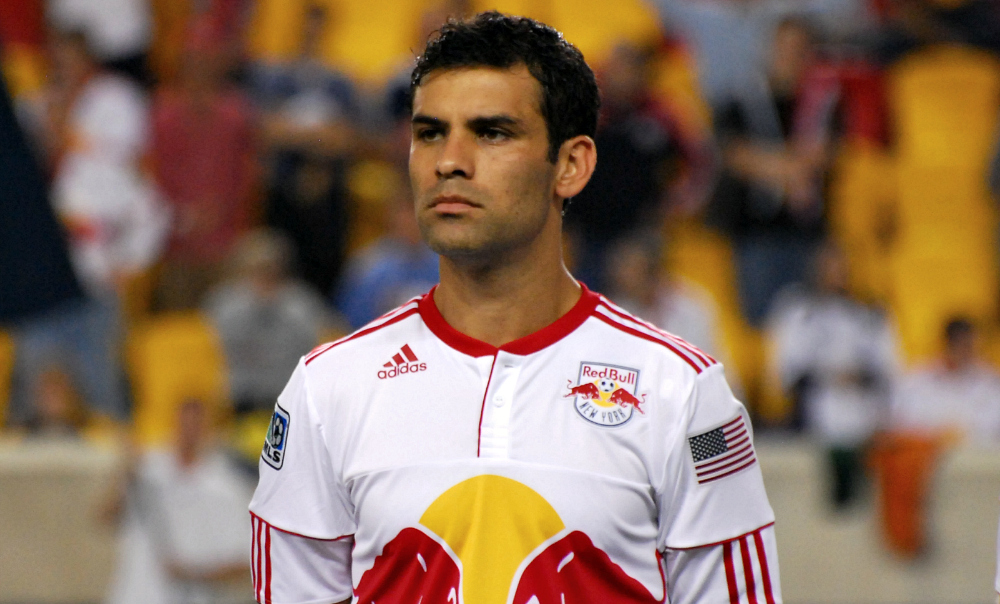
Márquez jugando con los Red Bulls en 2010.

Antes de que saliera del F. C. Barcelona tuvo varias ofertas de equipos de Europa, como la Juventus, Fiorentina y el Genoa, todos estos de Italia, pero al final firmó un contrato con el club New York Red Bulls de la Major League Soccer por la cifra de 3 millones de dólares por temporada para jugar con el francés y también exjugador de Barcelona, Thierry Henry.
El 2 de agosto de 2010 fichó por el New York Red Bulls de la MLS. El 3 de agosto de 2010 fue presentado en el Red Bull Arena de Nueva Jersey, Estados Unidos, con el dorsal 4 en su camiseta. Debutó en la MLS el 8 de agosto con un empate ante Chicago Fire y marcó su primer gol el 21 del mismo mes en un triunfo por 4-1 ante el Toronto FC.
En diciembre de 2012, Márquez rescindió su contrato con los New York Red Bulls.

#### C. León
El 12 de diciembre de 2012 fichó por el Club León de la Liga MX. El 14 de diciembre del mismo año fue presentado en el Estadio León de León, Guanajuato, México. El 5 de enero del siguiente año debuta con los panzas verdes en el empate a 2 goles frente a la escuadra del Querétaro, misma que terminó esa temporada perdiendo la categoría de primera división. Se proclamó campeón de la Liga MX como capitán del equipo y figura durante la liguilla el 15 de diciembre de 2013, convirtiéndose así en el primer mexicano que gana 3 torneos en 3 países diferentes: Mónaco (Francia), Barcelona (España) y León (México).
En la temporada Clausura 2014, después de que el equipo termina eliminado de la Copa Libertadores se clasifican circunstancialmente a la liguilla en octavo lugar misma que inesperadamente termina ganando y obteniendo el segundo título para el club en este siglo, siendo el segundo club en conquistar un bicampeonato de torneos cortos y primer equipo en ligar un torneo de apertura seguido de uno de clausura en la Primera División de México.

#### Hellas Verona F. C.
El 4 de agosto de 2014 ficha por un año con el Hellas Verona Football Club de la Serie A de Italia gracias a su gran desempeño en la temporada con el Club León y su participación en la Copa Mundial de Fútbol de 2014. Este traspaso supone su vuelta a Europa después de haber pasado por los clubes AS Mónaco de Francia y FC Barcelona de España. El 31 de agosto de 2014 debuta en la liga en el empate de su equipo con el Atalanta.

#### Regreso al Atlas F. C. y retiro profesional
El 18 de diciembre de 2015, tras días de negociaciones con el Hellas Verona, se anuncia el esperado regreso de Márquez al equipo que lo debutó, 16 años después de haber partido a Europa. A su llegada a México, firmará un contrato que lo vinculará a los rojinegros por un año con opción a otro año adicional.
El 20 de diciembre de 2016 firmó un año adicional con los rojinegros. El 19 de abril de 2018, Márquez anuncia que se retirará al terminar la temporada. Sin embargo, en ese verano, participó en la Copa Mundial de la FIFA Rusia 2018 con la Selección Mexicana. Márquez jugó su último juego en el Estadio Jalisco el 20 de abril de 2018 contra el Guadalajara, en una victoria del conjunto atlista por 1-0. La siguiente semana jugaría su último partido en competencias de clubes en el Estadio Hidalgo, con el Pachuca, en un partido que acabaría 0-0.

### Como Director Deportivo

#### Atlas F. C.
Luego de concluir el mundial de Rusia en 2018, inicio su etapa como director deportivo del Atlas de Guadalajara, poco tiempo después en mayo de 2019 renunció al cargo luego de no obtener buenos resultados.

### Como Entrenador

#### Real Alcalá Cadete A
En agosto de 2020 fue presentado como nuevo entrenador del Cadete A del Real Alcalá ahí iniciaría su carrera como entrenador dirigiendo a un equipo juvenil.

#### FC Barcelona Atlètic
El 28 de junio de 2022, se convierte en entrenador del Fútbol Club Barcelona Atlètic de la Primera División RFEF.En su primera temporada, consiguió el cuarto puesto y se clasificó para el playoff de ascenso, antes de caer eliminado por el Real Madrid Castilla por un global de 5-4.El 21 de julio de 2024, se comunicó su salida del club español.

#### Selección mexicana de fútbol
El 1 de agosto de 2024, se convierte de manera oficial en director técnico auxiliar para apoyar en cuestiones tácticas y deportivas a Javier Aguirre de cara a la Copa Mundial de la FIFA 2026. 

## Controversia

### Presuntos vínculos con el narcotráfico
El 9 de agosto de 2017, el Departamento del Tesoro de los Estados Unidos señaló a 22 mexicanos, entre ellos el músico Julión Álvarez y el propio Márquez, por supuestos vínculos con el narcotráfico por fungir como prestanombres de organizaciones dedicadas al tráfico de drogas.

## Selección nacional
Selección Sub-20
Participó en el Mundial Juvenil de 1999 disputado en Nigeria. En la fase de grupos México terminó como líder al derrotar a Irlanda (1:0) y Australia (1:3), y empatar contra Arabia Saudita (1:1). En octavos de final derrotaron a Argentina (4:1) y fueron eliminados en cuartos por Japón (2:0).
| Torneo                                 | Sede    | Resultado        | Partidos | Goles |
| -------------------------------------- | ------- | ---------------- | -------- | ----- |
| Copa Mundial de Fútbol Juvenil de 1999 | Nigeria | Cuartos de final | 5        | 2     |

Selección Absoluta
Debutó a los 17 años con la selección nacional el 5 de febrero de 1997 contra la selección de Ecuador, siendo Bora Milutinovic el director técnico nacional.
Con la selección ha participado en la Copa FIFA Confederaciones, en la Copa América (1999, 2001, 2004, 2007 y 2015) en la Copa de Oro de la CONCACAF 2003, Copa de Oro de la CONCACAF 2007 y Copa de Oro de la CONCACAF 2011, en la Copa Mundial de Fútbol de Corea y Japón de 2002, en la Copa Mundial de Fútbol Alemania 2006, en la que consiguió marcar un gol ante Argentina en octavos de final, en la Copa Mundial de Fútbol Sudáfrica 2010, donde anotó en el partido inaugural del torneo contra Sudáfrica y en la Copa Mundial de Fútbol Brasil 2014 anotando otro tanto ante Croacia.
Consiguió proclamarse campeón de la Copa FIFA Confederaciones 1999, de la Copa de oro 2003 y Copa de oro 2011 con la selección mexicana.
En marzo de 2011 se convirtió en el octavo jugador que llega a los 100 partidos con la selección absoluta mexicana.
Tras un año fuera de las convocatorias, fue requerido por Víctor Manuel Vucetich para la fase de clasificación para el Mundial de Brasil. Finalmente, el seleccionado mexicano obtuvo la clasificación en la repesca, venciendo a Nueva Zelanda por un resultado global de 9-3, con un gol de Márquez en el primer partido.
| Club               | País   | PJ  | Goles | Periodo   |
| ------------------ | ------ | --- | ----- | --------- |
| Selección Mexicana | México | 148 | 15    | 1997-2018 |

### Participaciones en Copa de Oro de la CONCACAF
| Copa                            | Sede                       | Resultado                  | Partidos | Goles |
| ------------------------------- | -------------------------- | -------------------------- | -------- | ----- |
| Copa de Oro de la Concacaf 2000 | Estados Unidos             | Cuartos de final           | 3        | 1     |
| Copa de Oro de la Concacaf 2003 | Estados Unidos - México    | Campeón                    | 4        | 1     |
| Copa de Oro de la Concacaf 2007 | Estados Unidos             | Subcampeón                 | 3        | 0     |
| Copa de Oro de la Concacaf 2011 | Estados Unidos             | Campeón                    | 6        | 1     |
| Total parcial en Copas Oro      | Total parcial en Copas Oro | Total parcial en Copas Oro | 16       | 3     |

### Participaciones en Copa FIFA Confederaciones

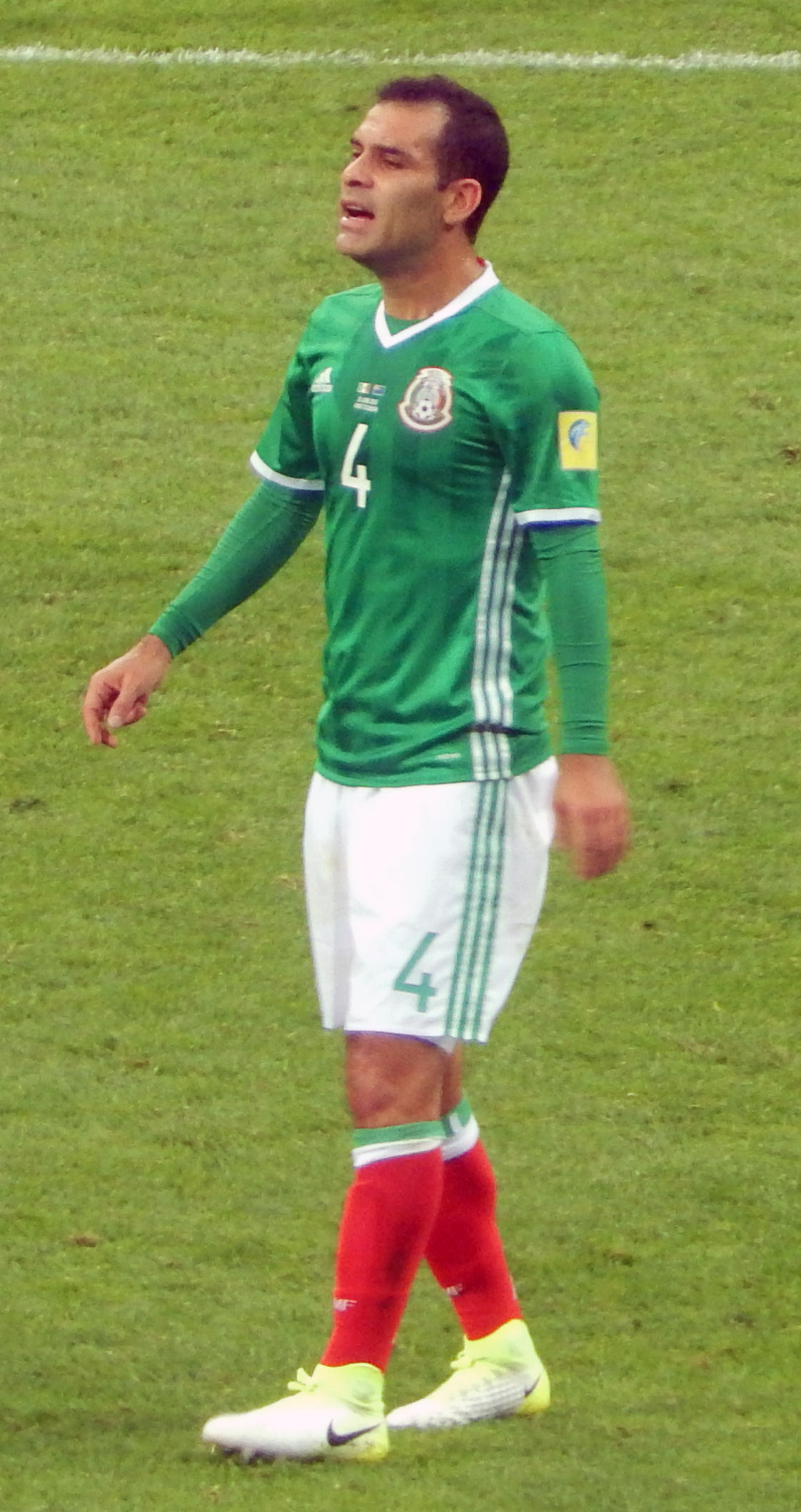
Copa FIFA Confederaciones 2017 en Sochi

| Copa                       | Sede                       | Resultado                  | Partidos |
| -------------------------- | -------------------------- | -------------------------- | -------- |
| Copa Confederaciones 1999  | México                     | Campeón                    | 5        |
| Copa Confederaciones 2005  | Alemania                   | Cuarto lugar               | 2        |
| Copa Confederaciones 2017  | Rusia                      | Cuarto lugar               | 3        |
| Total Copa Confederaciones | Total Copa Confederaciones | Total Copa Confederaciones | 10       |

### Participaciones en Copa América
| Copa                           | Sede                           | Resultado                      | Partidos |
| ------------------------------ | ------------------------------ | ------------------------------ | -------- |
| Copa América 1999              | Paraguay                       | Tercer lugar                   | 4        |
| Copa América 2001              | Colombia                       | Subcampeón                     | 4        |
| Copa América 2004              | Perú                           | Cuartos de final               | 3        |
| Copa América 2007              | Venezuela                      | Tercer lugar                   | 4        |
| Copa América 2015              | Chile                          | Primera fase                   | 1        |
| Copa América Centenario        | Estados Unidos                 | Cuartos de final               | 2        |
| Total parcial en Copas América | Total parcial en Copas América | Total parcial en Copas América | 18       |

### Participaciones en Copas del Mundo
En el Mundial de Corea y Japón de 2002 fue donde se consolidó como líder, siendo el capitán más joven dentro de la selección de México con tan solo 23 años. Disputó cuatro encuentros contra Croacia, Ecuador, Italia y Estados Unidos (en este último partido la escuadra de Javier Aguirre fue eliminada por un marcador adverso de 2-0 y Márquez fue expulsado por un cabezazo a Cobi Jones).
Márquez participó en todos los partidos que la selección nacional disputó en ese Mundial, siendo en todos ellos el capitán del equipo.
Cuatro años más tarde, Márquez, de 27 años, fue llamado por Ricardo La Volpe para integrar el grupo de 23 jugadores que integrarían la Selección nacional para el Mundial de Alemania del 2006. Disputó los cuatro encuentros contra Irán, Angola, Portugal y Argentina, anotó un gol a Argentina, siendo unos de los jugadores más sobresalientes del conjunto mexicano, repitiendo la capitanía de su seleccionado durante los cuatro encuentros que disputó en la Copa.
Tras 4 años, Márquez, con 31 años, fue convocado en la lista de 23 jugadores para disputar el Mundial de Sudáfrica de 2010, donde anotó un gol en el partido inaugural contra Sudáfrica. Disputó los 4 encuentros del mundial, contra Sudáfrica, Francia (donde dio una asistencia de gol a Javier Hernández), Uruguay y Argentina, siendo eliminado por este último por 3-1. Márquez fue capitán del conjunto mexicano en dos de los encuentros, siendo el único jugador mexicano en capitanear a su seleccionado en 3 Copas del Mundo, y también tiene la marca de más partidos disputados de un jugador mexicano dentro de una Copa del Mundo con 12 partidos.
El 8 de mayo de 2014 Márquez fue incluido por el entrenador Miguel Herrera en la lista final de 23 jugadores que representarán a México en la Copa Mundial de Fútbol de 2014. Tras capitanear al Tri en el mundial de Brasil 2014 se convirtió en el primer mexicano en capitanear la selección por 4 mundiales consecutivos y logró en solitario el récord de más partidos como mundialista con 16 hasta el momento, dejando atrás a Antonio Carbajal con 12. Además, marcó un gol contra Croacia y se convirtió en el único defensa que marca un tanto en tres ediciones diferentes del torneo.
El 4 de junio de 2018 Rafa Márquez fue incluido en la lista final de los 23 futbolistas que fueron a disputar la Copa Mundial 2018 realizada en Rusia. El 17 de junio de 2018 ingresó en el segundo tiempo para asegurar la victoria de México por 1 a 0 sobre Alemania en el primer partido del Mundial, siendo esta su quinta participación mundialista. Convirtiéndose en el tercer jugador junto a Antonio Carbajal y a Lothar Matthaus en disputar 5 Mundiales. Finalmente, la selección de México fue eliminada en octavos de final.
| Mundial                          | Sede                             | Resultado                        | Partidos | Goles | Asist. |
| -------------------------------- | -------------------------------- | -------------------------------- | -------- | ----- | ------ |
| Copa Mundial de 2002             | Corea del Sur y Japón            | Octavos de final                 | 4        | 0     | 0      |
| Copa Mundial de 2006             | Alemania                         | Octavos de final                 | 4        | 1     | 0      |
| Copa Mundial de 2010             | Sudáfrica                        | Octavos de final                 | 4        | 1     | 1      |
| Copa Mundial de 2014             | Brasil                           | Octavos de final                 | 4        | 1     | 1      |
| Copa Mundial de 2018             | Rusia                            | Octavos de final                 | 3        | 0     | 0      |
| Total parcial en Copas del Mundo | Total parcial en Copas del Mundo | Total parcial en Copas del Mundo | 19       | 3     | 2      |

### Goles internacionales
| Gol | Fecha                    | Sede                                                           | Oponente          | Marcador | Resultado | Competición                             |
| --- | ------------------------ | -------------------------------------------------------------- | ----------------- | -------- | --------- | --------------------------------------- |
| 1.  | 5 de febrero de 1999     | Hong Kong Stadium, Wan Chai, Hong Kong                         | Egipto            | 1–0      | 3–0       | Copa Carlsberg 1999                     |
| 2.  | 13 de febrero de 2000    | Qualcomm Stadium, San Diego, Estados Unidos                    | Trinidad y Tobago | 1–0      | 4–0       | Copa de Oro de la Concacaf 2000         |
| 3.  | 3 de septiembre de 2000  | Estadio Azteca, Ciudad de México, México                       | Panamá            | 5–1      | 7–1       | Clasificación para la Copa Mundial 2002 |
| 4.  | 12 de mayo de 2002       | Estadio Azteca, Ciudad de México, México                       | Colombia          | 2–1      | 2–1       | Amistoso                                |
| 5.  | 24 de julio de 2003      | Estadio Azteca, Ciudad de México, México                       | Costa Rica        | 1–0      | 2–0       | Copa de Oro de la Concacaf 2003         |
| 6.  | 19 de junio de 2004      | Alamodome, San Antonio, Estados Unidos                         | Dominica          | 3–0      | 3–0       | Clasificación para la Copa Mundial 2006 |
| 7.  | 7 de septiembre de 2005  | Estadio Azteca, Ciudad de México, México                       | Panamá            | 2–0      | 5–0       | Clasificación para la Copa Mundial 2006 |
| 8.  | 24 de junio de 2006      | Zentralstadion, Leipzig, Alemania                              | Argentina         | 1–0      | 1-2       | Copa Mundial de Fútbol de 2006          |
| 9.  | 28 de marzo de 2007      | McAfee Coliseum, Oakland, Estados Unidos                       | Ecuador           | 2–2      | 4–2       | Amistoso                                |
| 10. | 10 de septiembre de 2008 | Estadio Víctor Manuel Reyna, Tuxtla Gutiérrez, México          | Canadá            | 2–0      | 2–1       | Clasificación para la Copa Mundial 2010 |
| 11. | 11 de junio de 2010      | Estadio Soccer City, Johannesburgo, Sudáfrica                  | Sudáfrica         | 1–1      | 1–1       | Copa Mundial de Fútbol de 2010          |
| 12. | 12 de junio de 2011      | Soldier Field, Chicago, Estados Unidos                         | Costa Rica        | 1–0      | 4–1       | Copa de Oro de la Concacaf 2011         |
| 13. | 13 de noviembre de 2013  | Estadio Azteca, México D.F, México                             | Nueva Zelanda     | 5–0      | 5–1       | Clasificación para la Copa Mundial 2014 |
| 14. | 2 de abril de 2014       | Estadio de la Universidad de Phoenix, Glendale, Estados Unidos | Estados Unidos    | 1–2      | 2–2       | Amistoso                                |
| 15. | 23 de junio de 2014      | Arena Pernambuco, Recife, Brasil                               | Croacia           | 1-0      | 3–1       | Copa Mundial de Fútbol de 2014          |
| 16. | 5 de junio de 2016       | Estadio de la Universidad de Phoenix, Glendale, Estados Unidos | Uruguay           | 2-1      | 3–1       | Copa América Centenario                 |
| 17. | 11 de noviembre de 2016  | Mapfre Stadium, Columbus, Estados Unidos                       | Estados Unidos    | 2–1      | 2–1       | Eliminatoria Concacaf 2018              |

## Clubes

### Como jugador
Actualizado al último partido jugado el 28 de abril de 2018.
| Club | Div.          | Temporada     | Liga  | Liga  | Liga  | Copas Nacionales(1) | Copas Nacionales(1) | Copas Nacionales(1) | Copas Internacionales(2) | Copas Internacionales(2) | Copas Internacionales(2) | Total | Total | Total | Media goleadora |
| Club | Div.          | Temporada     | Part. | Goles | Asis. | Part.               | Goles               | Asis.               | Part.                    | Goles                    | Asis.                    | Part. | Goles | Asis. | Media goleadora |
| --- | ------------- | ------------- | ----- | ----- | ----- | ------------------- | ------------------- | ------------------- | ------------------------ | ------------------------ | ------------------------ | ----- | ----- | ----- | --------------- |
| Atlas F. C. · México |               |               |       |       |       |                     |                     |                     |                          |                          |                          |       |       |       |                 |
| 1.ª | 1996-97       | 24            | 2     | 0     | —     | —                   | —                   | —                   | —                        | —                        | 24                       | 2     | 0     | 0.08  |                 |
| 1.ª | 1997-98       | 20            | 1     | 1     | —     | —                   | —                   | —                   | —                        | —                        | 20                       | 1     | 1     | 0.05  |                 |
| 1.ª | 1998-99       | 33            | 3     | 2     | —     | —                   | —                   | —                   | —                        | —                        | 33                       | 3     | 2     | 0.09  |                 |
| 1.ª | 2015-16       | 14            | 1     | 0     | —     | —                   | —                   | —                   | —                        | —                        | 14                       | 1     | 0     | 0.07  |                 |
| 1.ª | 2016-17       | 23            | 0     | 1     | —     | —                   | —                   | —                   | —                        | —                        | 23                       | 0     | 1     | 0     |                 |
| 1.ª | 2017-18       | 21            | 0     | 3     | —     | —                   | —                   | —                   | —                        | —                        | 21                       | 0     | 3     | 0     |                 |
| Total club | Total club    | 135           | 7     | 7     | 0     | 0                   | 0                   | 0                   | 0                        | 0                        | 135                      | 7     | 7     | 0.05  |                 |
| A. S. Mónaco Mónaco |               |               |       |       |       |                     |                     |                     |                          |                          |                          |       |       |       |                 |
| 1.ª | 1999-00       | 23            | 3     | 0     | 2     | 0                   | 0                   | 6                   | 0                        | 0                        | 31                       | 3     | 0     | 0.1   |                 |
| 1.ª | 2000-01       | 15            | 1     | 0     | 3     | 0                   | 0                   | 4                   | 0                        | 0                        | 22                       | 1     | 0     | 0.05  |                 |
| 1.ª | 2001-02       | 21            | 0     | 0     | 3     | 0                   | 0                   | —                   | —                        | —                        | 22                       | 0     | 0     | 0     |                 |
| 1.ª | 2002-03       | 30            | 1     | 0     | 3     | 0                   | 0                   | —                   | —                        | —                        | 33                       | 1     | 0     | 0.03  |                 |
| Total club | Total club    | 89            | 5     | 0     | 11    | 0                   | 0                   | 10                  | 0                        | 0                        | 110                      | 5     | 0     | 0.05  |                 |
| F. C. Barcelona · España |               |               |       |       |       |                     |                     |                     |                          |                          |                          |       |       |       |                 |
| 1.ª | 2003-04       | 22            | 1     | 0     | 6     | 0                   | 0                   | 3                   | 0                        | 0                        | 31                       | 1     | 0     | 0.03  |                 |
| 1.ª | 2004-05       | 34            | 3     | 2     | 1     | 0                   | 0                   | 6                   | 0                        | 0                        | 41                       | 3     | 2     | 0.07  |                 |
| 1.ª | 2005-06       | 25            | 0     | 1     | 4     | 1                   | 1                   | 8                   | 0                        | 1                        | 37                       | 1     | 3     | 0.03  |                 |
| 1.ª | 2006-07       | 21            | 1     | 0     | 7     | 0                   | 1                   | 9                   | 1                        | 0                        | 37                       | 2     | 1     | 0.05  |                 |
| 1.ª | 2007-08       | 23            | 2     | 0     | 5     | 0                   | 1                   | 8                   | 0                        | 0                        | 36                       | 2     | 1     | 0.06  |                 |
| 1.ª | 2008-09       | 23            | 1     | 0     | 4     | 1                   | 0                   | 10                  | 1                        | 3                        | 37                       | 3     | 3     | 0.08  |                 |
| 1.ª | 2009-10       | 15            | 1     | 1     | 3     | 0                   | 1                   | 5                   | 0                        | 0                        | 23                       | 1     | 2     | 0.04  |                 |
| Total club | Total club    | 163           | 9     | 4     | 30    | 2                   | 4                   | 49                  | 2                        | 4                        | 242                      | 13    | 12    | 0.05  |                 |
| New York Red Bulls Estados Unidos |               |               |       |       |       |                     |                     |                     |                          |                          |                          |       |       |       |                 |
| 1.ª | 2010          | 12            | 1     | 1     | –     | –                   | –                   | –                   | –                        | –                        | 12                       | 1     | 1     | 0.08  |                 |
| 1.ª | 2011          | 21            | 0     | 4     | –     | –                   | –                   | –                   | –                        | –                        | 21                       | 0     | 4     | 0     |                 |
| 1.ª | 2012          | 17            | 0     | 3     | –     | –                   | –                   | –                   | –                        | –                        | 17                       | 0     | 3     | 0     |                 |
| Total club | Total club    | 50            | 1     | 8     | 0     | 0                   | 0                   | 0                   | 0                        | 0                        | 50                       | 1     | 8     | 0.02  |                 |
| C. León · México |               |               |       |       |       |                     |                     |                     |                          |                          |                          |       |       |       |                 |
| 1.ª | 2013          | 13            | 0     | 0     | —     | —                   | —                   | 1                   | 0                        | 0                        | 14                       | 0     | 0     | 0     |                 |
| 1.ª | 2013-14       | 35            | 1     | 2     | —     | —                   | —                   | 7                   | 0                        | 0                        | 42                       | 1     | 2     | 0.02  |                 |
| 1.ª | 2014          | 2             | 0     | 1     | —     | —                   | —                   | –                   | –                        | –                        | 2                        | 0     | 1     | 0     |                 |
| Total club | Total club    | 50            | 1     | 3     | 0     | 0                   | 0                   | 8                   | 0                        | 0                        | 58                       | 1     | 3     | 0.02  |                 |
| Hellas Verona F. C. · Italia |               |               |       |       |       |                     |                     |                     |                          |                          |                          |       |       |       |                 |
| 1.ª | 2014-15       | 26            | 0     | 1     | 3     | 0                   | 1                   | –                   | –                        | –                        | 29                       | 0     | 2     | 0     |                 |
| 1.ª | 2015-16       | 9             | 0     | 0     | 1     | 0                   | 0                   | –                   | –                        | –                        | 10                       | 0     | 0     | 0     |                 |
| Total club | Total club    | 35            | 0     | 1     | 4     | 0                   | 1                   | 0                   | 0                        | 0                        | 39                       | 0     | 2     | 0     |                 |
| Total carrera | Total carrera | Total carrera | 522   | 23    | 23    | 45                  | 2                   | 5                   | 67                       | 2                        | 4                        | 634   | 27    | 32    | 0.04            |
| (1) Incluye datos de Copa Francia y Copa de la Liga de Francia (1999-2003) / Supercopa de Francia (2000) / Copa del Rey (2003-2009) / Supercopa de España (2005, 2006, 2009) / Copa Italia (2014-2015). (2) Incluye datos de Liga de Campeones de la UEFA (1999-2001; 2003-2009) / Copa Mundial de Clubes de la FIFA (2006, 2009) / Supercopa de Europa (2006). |               |               |       |       |       |                     |                     |                     |                          |                          |                          |       |       |       |                 |

### Como Director Deportivo
| Club  | País   | Año       |
| ----- | ------ | --------- |
| Atlas | México | 2018-2019 |

### Como entrenador
| Club                           | País   | Año             |
| ------------------------------ | ------ | --------------- |
| Cadete A del Real Alcalá       | España | 2020-2021       |
| F. C. Barcelona Atlètic        | España | 2022-2024       |
| DT Auxiliar Selección Mexicana | México | 2024-Actualidad |

## Selección
Actualizado al último partido jugado el 2 de julio de 2018.
| Selección         | Año           | Amistosos | Amistosos | Amistosos | Copa Oro Copa América | Copa Oro Copa América | Copa Oro Copa América | Mundial | Mundial | Mundial | Eliminatorias | Eliminatorias | Eliminatorias | Confederaciones | Confederaciones | Confederaciones | Total | Total | Total  | Media goleadora |
| Selección         | Año           | Part.     | Goles     | Asist.    | Part.                 | Goles                 | Asist.                | Part.   | Goles   | Asist.  | Part.         | Goles         | Asist.        | Part.           | Goles           | Asist.          | Part. | Goles | Asist. | Media goleadora |
| ----------------- | ------------- | --------- | --------- | --------- | --------------------- | --------------------- | --------------------- | ------- | ------- | ------- | ------------- | ------------- | ------------- | --------------- | --------------- | --------------- | ----- | ----- | ------ | --------------- |
| Sub-20 · México   |               |           |           |           |                       |                       |                       |         |         |         |               |               |               |                 |                 |                 |       |       |        |                 |
| 1999              | —             | —         | —         | -         | -                     | -                     | 5                     | 2       | 0       | —       | —             | —             | —             | —               | —               | 5               | 2     | 0     | 0.4    |                 |
| Total             | 50            | 4         | 1         | 30        | 4                     | 2                     | 19                    | 3       | 2       | 38      | 5             | 0             | 10            | 0               | 1               | 148             | 16    | 6     | 0.11   |                 |
| Absoluta · México |               |           |           |           |                       |                       |                       |         |         |         |               |               |               |                 |                 |                 |       |       |        |                 |
| 1997              | 1             | -         | -         | -         | -                     | -                     | —                     | —       | —       | -       | -             | -             | -             | -               | -               | 1               | 0     | 0     | 0      |                 |
| 1999              | 3             | 1         | -         | 4         | -                     | -                     | —                     | —       | —       | —       | —             | —             | 5             | -               | 1               | 12              | 1     | 1     | 0.08   |                 |
| 2000              | 3             | -         | -         | 3         | 1                     | -                     | —                     | —       | —       | 4       | -             | -             | —             | —               | —               | 10              | 1     | 0     | 0.1    |                 |
| 2001              | 1             | -         | -         | 4         | -                     | -                     | —                     | —       | —       | 7       | -             | -             | -             | -               | -               | 12              | 0     | 0     | 0      |                 |
| 2002              | 3             | -         | -         | -         | -                     | -                     | 4                     | -       | -       | —       | —             | —             | —             | —               | —               | 7               | 0     | 0     | 0      |                 |
| 2003              | 3             | -         | -         | 1         | 1                     | -                     | —                     | —       | —       | —       | —             | —             | —             | —               | —               | 4               | 1     | 0     | 0      |                 |
| 2004              | 1             | -         | -         | 3         | -                     | -                     | —                     | —       | —       | 4       | 1             | -             | —             | —               | —               | 8               | 1     | 0     | 0.13   |                 |
| 2005              | -             | -         | -         | -         | -                     | -                     | —                     | —       | —       | 7       | 1             | -             | 2             | -               | -               | 9               | 1     | 0     | 0.11   |                 |
| 2006              | 2             | -         | -         | —         | —                     | —                     | 4                     | 1       | -       | —       | —             | —             | —             | —               | —               | 6               | 1     | 0     | 0.17   |                 |
| 2007              | 4             | 1         | -         | 5         | -                     | 2                     | —                     | —       | —       | —       | —             | —             | —             | —               | —               | 9               | 1     | 2     | 0.11   |                 |
| 2008              | 1             | -         | -         | —         | —                     | —                     | —                     | —       | —       | 5       | 1             | -             | —             | —               | —               | 6               | 1     | 0     | 0.17   |                 |
| 2009              | -             | -         | -         | -         | -                     | -                     | —                     | —       | —       | 2       | -             | -             | —             | —               | —               | 2               | 0     | 0     | 0      |                 |
| 2010              | 8             | -         | 1         | —         | —                     | —                     | 4                     | 1       | 1       | —       | —             | —             | —             | —               | —               | 12              | 2     | 2     | 0.17   |                 |
| 2011              | 5             | -         | -         | 6         | 1                     | -                     | —                     | —       | —       | —       | —             | —             | —             | —               | —               | 11              | 1     | 0     | 0.09   |                 |
| 2012              | 2             | -         | -         | —         | —                     | —                     | —                     | —       | —       | -       | -             | -             | —             | —               | —               | 2               | 0     | 0     | 0      |                 |
| 2013              | -             | -         | -         | -         | -                     | -                     | —                     | —       | —       | 4       | 1             | -             | -             | -               | -               | 4               | 1     | 0     | 0.25   |                 |
| 2014              | 5             | 1         | -         | —         | —                     | —                     | 4                     | 1       | 1       | —       | —             | —             | —             | —               | —               | 9               | 2     | 1     | 0.22   |                 |
| 2015              | 3             | -         | -         | 2         | -                     | -                     | —                     | —       | —       | -       | -             | -             | —             | —               | —               | 5               | 0     | 0     | 0      |                 |
| 2016              | 1             | -         | -         | 2         | 1                     | -                     | —                     | —       | —       | 4       | 1             | -             | —             | —               | —               | 7               | 2     | 0     | 0.29   |                 |
| 2017              | 2             | -         | -         | -         | -                     | -                     | —                     | —       | —       | 1       | -             | -             | 3             | -               | -               | 6               | 0     | 0     | 0      |                 |
| 2018              | 2             | -         | -         | —         | —                     | —                     | 3                     | -       | -       | —       | —             | —             | —             | —               | —               | 5               | 0     | 0     | 0      |                 |
| Total             | 50            | 4         | 1         | 30        | 4                     | 2                     | 19                    | 3       | 2       | 38      | 5             | 0             | 10            | 0               | 1               | 148             | 16    | 6     | 0.11   |                 |
| Total carrera     | Total carrera | 50        | 4         | 1         | 30                    | 4                     | 2                     | 24      | 5       | 2       | 38            | 5             | 0             | 10              | 0               | 1               | 153   | 18    | 6      | 0.12            |

## Palmarés y distinciones

### Torneos nacionales
| Título              | Club            | País    | Año           |
| ------------------- | --------------- | ------- | ------------- |
| Ligue 1             | A. S. Mónaco    | Francia | 2000          |
| Trofeo de Campeones | A. S. Mónaco    | Francia | 2000          |
| Copa de la Liga     | A. S. Mónaco    | Francia | 2003          |
| La Liga             | F. C. Barcelona | España  | 2005          |
| Supercopa de España | F. C. Barcelona | España  | 2005          |
| La Liga             | F. C. Barcelona | España  | 2006          |
| Supercopa de España | F. C. Barcelona | España  | 2006          |
| Copa del Rey        | F. C. Barcelona | España  | 2009          |
| La Liga             | F. C. Barcelona | España  | 2009          |
| Supercopa de España | F. C. Barcelona | España  | 2009          |
| La Liga             | F. C. Barcelona | España  | 2010          |
| Liga MX             | León            | México  | Apertura 2013 |
| Liga MX             | León            | México  | Clausura 2014 |

### Torneos internacionales
| Título                    | Club                | Sede                  | Año  |
| ------------------------- | ------------------- | --------------------- | ---- |
| Copa FIFA Confederaciones | Selección de México | México                | 1999 |
| Copa Oro CONCACAF         | Selección de México | Estados Unidos México | 2003 |
| UEFA Champions League     | F. C. Barcelona     | París                 | 2006 |
| UEFA Champions League     | F. C. Barcelona     | Roma                  | 2009 |
| UEFA Supercup             | F. C. Barcelona     | Mónaco                | 2009 |
| Mundial de Clubes FIFA    | F. C. Barcelona     | Abu Dabi              | 2009 |
| Copa Oro CONCACAF         | Selección de México | México                | 2011 |

### Distinciones individuales
| Distinción                                                      | Año  |
| --------------------------------------------------------------- | ---- |
| Mejor defensa del Torneo Verano                                 | 1999 |
| Mejor defensa de la Ligue 1.                                    | 2000 |
| Mejor futbolista norteamericano                                 | 2005 |
| Nominado al jugador FIFA del año                                | 2006 |
| Nominado al FIFPro World XI                                     | 2006 |
| Nominado al jugador FIFA del año                                | 2007 |
| Mejor jugador del partido México vs. Croacia en la Copa Mundial | 2014 |
| Responsabilidad social de la Liga MX                            | 2017 |